# Thomas Kiefer (Theologe)
Thomas Kiefer (* 1962 in Neustadt an der Weinstraße) ist ein promovierter Theologe und Pädagoge. Er lebt im Neustadter Ortsteil Gimmeldingen, ist verheiratet und hat zwei Kinder.
Kiefer verfasst seit Jahren theologische Texte in Pfälzer Mundart. In der Pfalz bekannt wurde er mit seinem Büchlein Waad noch e bissel (hochdeutsch: Warte noch ein bisschen).

## Werke

### Mundart
- Waad noch e bissel… Plöger-Verlag, Annweiler 2004, ISBN 3-89857-179-3.
- Wie schä dut’s klinge. Adventliche Töne und Texte in Pfälzischer Mundart. Plöger-Verlag, Annweiler 2008, ISBN 978-3-89857-243-9.
- Vun Hirte, Engelscher un vum Woihnachtsesel. Adventliche Texte in Pfälzer Mundart. Pilgerverlag, Speyer 2018, ISBN 978-3-946777-02-1.

### Katechese und praktische Theologie
- Ehekatechese. Ein didaktisches Modell zur Ehevorbereitung und -begleitung. Herder-Verlag, Freiburg 1998, ISBN 3-451-23620-6.
- mit Peter Hundertmark: Speyerer Glaubenskurs für Erwachsene. Deutscher Katecheten-Verein, München 2005, ISBN 3-88207-355-1.
- mit Christiane Arendt-Stein: Firmvorbereitung mit Herz. Sozialpraktika im Rahmen der Firmkatechese. Deutscher Katecheten-Verein, München 2006, ISBN 3-88207-360-8.
- mit Bernhard Böhm und Peter Hundertmark: Sonntags in der Kirche. Wie Katholiken Messe feiern. Deutscher Katecheten-Verein, München 2008, ISBN 978-3-88207-386-7.
- mit Bernhard Böhm, Peter Hundertmark u. a.: Sonntags in der Kirche. Katechetische Arbeitshilfe zur katholischen Messfeier. München 2009, ISBN 978-3-88207-394-2.
- mit Monika Scheidler und Claudia Hofrichter (Hrsg.): Interkulturelle Katechese, Herausforderung und Anregungen für die Praxis. München 2010, ISBN 978-3-88207-393-5.